# 母の叫び
『母の叫び』は、1986年10月30日に読売テレビ制作・日本テレビ系列の『木曜ゴールデンドラマ』で放送されたテレビドラマ。

## 概要
- 橋田壽賀子ドラマ・『渡る世間は鬼ばかり』で岡倉大吉・節子夫婦を演じた藤岡琢也と山岡久乃がこの作品でも夫婦役を演じている。

## キャスト
- 高野君江：山岡久乃
- 高野剛一：藤岡琢也
- 高野健治：岡野進一郎
- 石井めぐみ
- 泉史郎
- 田中浩二
- 大鹿次代
- 織本順吉
- 大塚国夫
- 堀内正美
- 木村弓美　ほか

## スタッフ
- 脚本：原教子
- 演出：小泉勲
- 制作：読売テレビ